# 西街段氏老宅
西街段氏老宅是一座明、清古建筑，位于山西省晋城市泽州县大阳镇大阳西街村。2013年1月，西街段氏老宅公布为晋城市文物保护单位，编号3-63。